# Entomología
La entomología (del griego ἔντομον, «insecto», y el sufijo -λογία, «estudio de») es el estudio científico de los insectos. De cerca de las 1,3 millones de especies descritas, los insectos constituyen más de los dos tercios de todos los seres vivos conocidos y, además, tienen una larga historia fósil, ya que su aparición se remonta al Devónico, hace unos 400 millones de años. Tienen muchas formas de interacción con los humanos y con otras formas de vida en la Tierra; es así que la entomología se constituye una especialidad importante dentro de la zoología. La entomología incluye, con frecuencia, el estudio de otros artrópodos, como arácnidos, crustáceos y miriápodos, aunque esta extensión sea técnicamente incorrecta.

## Historia de la entomología
La entomología tiene sus raíces en casi todas las culturas desde tiempos prehistóricos, principalmente desde la aparición de la agricultura, (el estudio de plagas y la cría de abejas, etc.). El estudio científico comenzó en el siglo xvi.
El entomólogo William Kirby es considerado el fundador de la entomología. En colaboración con William Spence publicó una enciclopedia de entomología titulada Introduction to Entomology, considerada como el texto fundamental. También contribuyó a la fundación de la Royal Entomological Society en Londres en 1833, una de las primeras sociedades de su tipo en el mundo. Anteriormente a esta, la Sociedad Aureliana fue fundada en la década de 1740.
La entomología se desarrolló rápidamente en los siglos xix y xx y fue estudiada por un gran número de distinguidos científicos. Entre ellos están Charles Darwin, Jean Henri Fabre (considerado por otros como el padre de la entomología), Vladimir Nabokov, Karl von Frisch (ganador del Premio Nobel en Fisiología en 1973), y el ganador del Premio Pulitzer, E. O. Wilson.

## Entomología aplicada o económica
La entomología aplicada es el estudio de los insectos de interés para el ser humano, ya sea por los productos que proporcionan, como por el impacto que ocasionen en los bienes del hombre. Son de especial interés los insectos:
- Productores de miel, cera, propóleos, polen y otros recursos (apicultura), apiterapia.
- Transmisores de enfermedades en plantaciones vegetales, los animales y el hombre.
- Plagas en cultivos, materiales almacenados, estructuras edilicias, objetos de valor patrimonial.
- Controladores de otras plagas.

## Entomología forense
La entomología forense se basa en la sucesión ecológica de los artrópodos que se instalan en un cadáver para estimar la fecha de la muerte y posibles traslados del cuerpo. Es especialmente útil en cadáveres con varios días, semanas o meses de antigüedad.

### Sociedades entomológicas de habla hispana
Alfabéticamente por país:
- Argentina
  - Sociedad Entomológica Argentina
- Chile
  - Sociedad Chilena de Entomología
- Colombia
  - Sociedad Colombiana de Entomología
- España
  - Asociación Española de Entomología
  - Sociedad Española de Entomología Aplicada
  - Sociedad Entomológica Aragonesa
  - Sociedad Andaluza de Entomología (boletín)
  - Asociación Entomolóxica Galega
  - Asociación Entomológica de Asturias
- México
  - Sociedad Mexicana de Entomología
- Venezuela
  - Sociedad Venezolana de Entomología

- Datos: Q39286
- Multimedia: Entomology / Q39286